# Kašalj
Kašalj (en serbe cyrillique : Кашаљ) est un village de Serbie situé sur le territoire de la Ville de Novi Pazar, district de Raška. Au recensement de 2011, il comptait 19 habitants.

## Démographie
| 1948 | 1953 | 1961 | 1971 | 1981 | 1991 | 2002 | 2011 |
| ---- | ---- | ---- | ---- | ---- | ---- | ---- | ---- |
| 231  | 223  | 269  | 182  | 117  | 56   | 35   | 19   |

|  |